# Hound Dog/Don't Be Cruel
Hound Dog/Don't Be Cruel è un singolo del cantante rock statunitense Elvis Presley, pubblicato il 21 luglio 1956 dall'etichetta discografica RCA Victor su vinile a 45 giri e su gommalacca a 78 giri.

## Descrizione
Il lato A è la cover di Hound Dog, brano blues scritto da Jerry Leiber e Mike Stoller, ed originariamente interpretato da Willie Mae "Big Mama" Thornton nel 1953 nel 78 giri Hound Dog/Night Mare.
Del brano furono registrate oltre 30 take, prima che il cantante fosse soddisfatto del risultato.
Il lato B Don't Be Cruel è invece un brano musicale scritto da Otis Blackwell e inciso da Presley (che lo cofirmò) per la prima volta. 
In poche settimane il singolo arrivò al secondo posto in classifica vendendo più di 1 milione di copie; alla fine del 1956 il singolo aveva venduto circa quattro milioni di copie negli Stati Uniti vincendo quattro dischi di platino

## Tracce
Lato A
1. Hound Dog – 2:15 (testo: Jerry Leiber – musica: Mike Stoller)

Lato B
1. Don't Be Cruel – 2:04 (Otis Blackwell)

## Formazione
- Elvis Presley – voce solista, chitarra acustica ritmica
- Scotty Moore – chitarra elettrica solista
- Bill Black – basso
- D. J. Fontana - batteria
- The Jordanaires - cori